# Nychiodes amygdalaria
Nychiodes amygdalaria är en fjärilsart som beskrevs av Herrich-Schäffer 1848. Nychiodes amygdalaria ingår i släktet Nychiodes och familjen mätare. Inga underarter finns listade i Catalogue of Life.